# 無盡對決
《决胜巅峰》是一款由字節跳動旗下上海沐瞳科技有限公司开发并发行的移动多人在线战斗竞技场游戏（MOBA）。该游戏于2016年发布，在东南亚地区較為流行，一度在新加坡、马来西亚、印尼等國的App Store收入榜排名前三。該遊戲還是2019年东南亚运动会电子竞技比赛的入选游戏之一。
2018年7月，腾讯代表拳头游戏向上海市第一中级人民法院起诉前騰訊員工、當時在上海沐瞳科技有限公司擔任CEO的徐振华，騰訊認為，上海沐瞳科技有限公司研發的無盡對決涉嫌抄袭《英雄联盟》，並且徐振華本人也违反了與騰訊簽訂的《保密与不竞争承诺协议书》。最終徐振華被判向騰訊赔偿人民幣1940万元。